# Secor–13
Secor–13 (Sequential Collation of Range) amerikai geodéziai műhold.

## Küldetés
Helyzetmeghatározó geodéziai műhold, felhasználója a hadsereg.

## Jellemzői
Gyártotta és üzemeltette az Amerikai Egyesült Államok Légiereje (USAF). Társ műholdja a NIMBUS–3 geodéziai műhold.
Megnevezései: Secor–13; Sequential Collation Of Range (Secor–13); EGRS–13  (Electronic Geodetic Ranging System); COSPAR:1969-037B. Kódszáma: 3891.
1969. április 4-én a Vandenberg légitámaszpontról az LC–2E (LC–Launch Complex) jelű indítóállványról egy Thor–Agena hordozórakétával állították alacsony Föld körüli pályára (LEO = Low-Earth Orbit). Az orbitális egység pályája 107,26 perces, 99,6 fokos hajlásszögű, elliptikus pálya perigeuma 1070 kilométer, az apogeuma 1130 kilométer volt. Tömege 20 kilogramm.
Az 1960-as évektől alkalmazta az Amerikai Egyesült Államok hadereje pontos földfelszíni helymeghatározásra. Három földi állomás koordinátáinak összevetéséből határozták meg a földi cél pontos helyét. A navigációs műholdas rendszerek elődje
A légkörbe történő belépésének ideje ismeretlen.